# A Raisin in the Sun (toneelstuk)

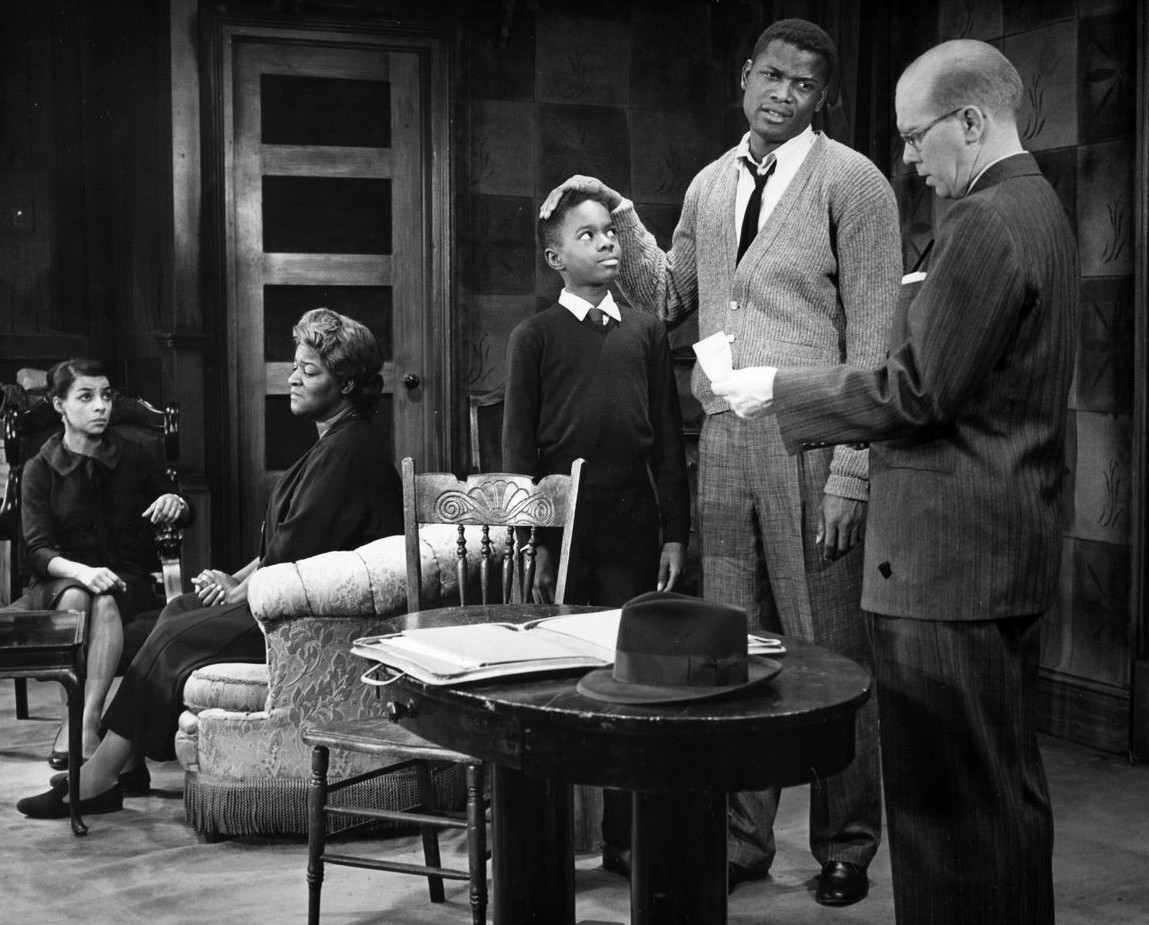
Een scène in het toneelstuk op Broadway, 1959.

A raisin in the sun is een toneelstuk dat is geschreven door Lorraine Hansberry. Het werd voor het eerst opgevoerd in 1959 op Broadway en voor het eerst gepubliceerd in boekvorm door Random House in datzelfde jaar.
Samen met andere toneelstukken vormt het de Raisin-cyclus.
De titel van het stuk is afgeleid van de regels "What happens to a dream deferred? Does it dry up like a raisin in the sun?" ("Wat gebeurt er met een uitgestelde droom? Droogt die op, zoals een rozijn in de zon?") afkomstig van een gedicht van Langston Hughes getiteld Harlem (ook bekend onder de naam A Dream Deferred).

## Lorraine Hansberry
Lorraine Vivian Hansberry (19 mei 1930 – 12 januari 1965) was de eerste Zwarte Amerikaanse vrouw van wie een toneelstuk werd uitgevoerd op Broadway. A raisin in the sun is haar bekendste werk. Ze werkte samen met W.E.B. Du Bois en Paul Robeson bij de panafrikanistische krant Freedom. Ze was lesbisch en schreef ook daar over en over discriminatie tegen homoseksualiteit. Ze schreef ook een autobiografisch toneelstuk, waarvan Nina Simone de titel, To Be Young, Gifted and Black, gebruikte voor een nummer met dezelfde naam. Hansberry stierf op 34-jarige leeftijd aan alvleesklierkanker.

## Plot
In het stuk komen thema's aan bod als armoede, huisvestingsdiscriminatie, racisme en de rassensegregatie in de Verenigde Staten. Het stuk gaat over een Zwarte familie in zuid-Chicago die bestaat uit Walter Lee Younger, zijn echtgenote Ruth, hun zoon Travis, Walters moeder Lena (Mama) and Walters jongere zus Beneatha. De familie woont in een kleine, armoedige flat. Walter droomt ervan te ontsnappen aan de armoede door met zijn vrienden Willy en Bobo een drankhandel te beginnen. Aan het begin van het stuk is Walters vader onlangs overleden, en keert de verzekering geld uit. Walter vindt dat hij recht heeft op het geld en wil het investeren in de gedroomde drankhandel. Zijn moeder heeft religieuze bezwaren tegen alcohol en bovendien herinnert Beneatha Walter eraan dat het geld voor Mamma is. Lena wil met het geld als aanbetaling een huis kopen. Ze kiest voor een "rijkere, witte buurt", omdat de huizen in die buurt veel goedkoper zijn. Een deel van het geld geeft ze aan Walter voor zijn investering, met als voorwaarde dat hij een deel reserveert voor de opleiding van Beneatha. Walter geeft al het geld mee aan zijn vriend Willy, die er met het geld vandoor gaat. Bobo komt het slechte nieuws vertellen.
Een witte bewoner van de buurt, Karl Lindner, komt namens de buurt met de familie praten. Met een dreigende ondertoon zegt hij dat de buurt wil vermijden dat er spanningen ontstaan doordat er een Zwarte familie komt wonen, en hij doet een bod op het huis om ze uit te kopen. Tot de afschuw van Lena, Ruth en Beneatha lijkt Walter het bod aan te willen nemen als oplossing voor hun financiële problemen. Lena vindt dat ze dit geld niet moeten aannemen, omdat het geld symbool staat voor de afwijzing van de familie door de buurt; met het geld vertelt de buurt de familie dat ze het niet waard zijn op dezelfde aarde rond te lopen als zijzelf.
Beneatha is geïnteresseerd in twee mannen: George Murchison, met wie ze een relatie heeft, en Joseph Asagai, een Yoruba student uit Nigeria. George is een voorbeeld van een volledig geassimileerde Zwarte man die zijn Afrikaanse achtergrond ontkent en negeert (wat Beneatha afschuwlijk vindt). Hij bespot Walter om zijn penibele situatie, terwijl Walter hem juist als een voorbeeld ziet. Joseph leert Beneatha veel over haar Afrikaanse achtergrond en wijst haar erop dat ze zich onbewust ook aanpast aan de witte cultuur; zo draagt ze haar haar steil. Hij vraagt haar ten huwelijk en vraagt haar met hem in Nigeria te gaan wonen.
Uiteindelijk verandert Walter van mening en laat de familie Younger zich niet uitkopen: ze verhuizen naar het nieuwe huis.
In het boek, de oorspronkelijke tekst van het toneelstuk, kwam ook nog een Mrs. Johnson voor: een bemoeizuchtige, kritische buurvrouw in de flat waar de Youngers wonen en die regelmatig commentaar levert op hun plan om naar een witte buurt te verhuizen. Hansberry gebruikte deze scènes om een komische afwisseling in het stuk te brengen en tegelijkertijd een kritisch perspectief te geven op mensen die niet voor hun rechten opkomen en op de harde, soms gewelddadige realiteit voor Zwarte mensen in de Verenigde Staten.
De titel van het stuk is afgeleid van de regels "What happens to a dream deferred? Does it dry up like a raisin in the sun?" ("Wat gebeurt er met een uitgestelde droom? Droogt die op, zoals een rozijn in de zon?") afkomstig van een gedicht van Langston Hughes getiteld Harlem (ook bekend onder de naam A Dream Deferred).

## Ontvangst
De kring van New Yorkse theaterrecensenten (New York Drama Critics' Circle) noemde het het beste toneelstuk van 1959 en het is opgenomen in lijsten met de beste toneelstukken ooit geschreven door het Britse dagblad The Independent en de Amerikaanse uitgave van het Britse tijdschrift Time Out.
Frank Rich schreef in 1983 in The New York Times dat het stuk "het Amerikaanse theater voor altijd had veranderd". In 2016 schreef Claire Brennan in The Guardian dat het stuk "nog net zo sterk ontroerde als toen". Door de National Endowment for the Humanities (Verenigde Staten) wordt het geadviseerd als lesmateriaal en ook The Learning Network van The New York Times gebruikt het voor educatieve doeleinden.

## Theaterproductie Broadway (1959)
Op 11 maart 1959 ging het stuk in première op Broadway in het Ethel Barrymore Theatre. Vanaf 19 oktober 1959 werd de productie verplaatst naar het Belasco Theatre, waar het regelmatig werd opgevoerd tot 25 juni 1960. In totaal was het 530 keer opgevoerd. De theaterproducent was Philip Rose. Het had hem anderhalf jaar gekost om de financiering rond te krijgen; het stuk werd beschouwd als een riskante investering omdat alle personages (op een na) Zwart zijn.
De regisseur was Lloyd Richards, de eerste Zwarte regisseur die een stuk opvoerde op Broadway. De acteurs waren onder anderen Sidney Poitier (als Walter Lee Younger), Ossie Davis (die later de rol van Walter speelde), Ruby Dee (als Ruth), Claudia McNeil (als Lena/Mama), Diana Sands (als Beneatha), Glynn Turman (als Travis), Louis Gossett jr. (als George Murchison), Ivan Dixon (als Joseph Asagai), Lonne Elder III (als Bobo), John Fiedler (als Karl Lindner), Ed Hall en Douglas Turner (als verhuizers).
Aan het eind van de eerste opvoering werd bij het applaus de naam van de auteur geroepen, waarop Poitier het podium af kwam en Hansberry meesleurde naar het podium om de staande ovatie in ontvangst te nemen.
Het stuk werd positief ontvangen, al waren recensenten het er niet over eens of het stuk 'universeel' was of specifiek voor de ervaring van Zwarte mensen.
De productie werd in 1960 genomineerd voor vier Tony Awards: voor het beste toneelstuk, de beste toneelregisseur, de beste acteur (voor Sidney Poitier) en de beste actrice (voor Claudia McNeil).

## Film (1961)
Het stuk is verfilmd onder dezelfde titel. De film werd geregisseerd door Daniel Petrie en in Verenigde Staten uitgebracht in 1961 door Columbia Pictures. In de film speelden dezelfde acteurs als in het toneelstuk. Het script is geschreven door Hansberry zelf. Petrie ontving de Gary Cooper-prijs bij het filmfestival van Cannes, Ruby Dee ontving de National Board of Review Award voor beste actrice in een bijrol en zowel Poitier als McNeil werden genomineerd voor een Golden Globe Award.

## Overige producties

### Theaterproductie West End (1959)
Vanaf 4 augustus 1959, zo'n vijf maanden na de première op Broadway, werd A raisin in the sun voor het eerst opgevoerd in het Adelphi Theatre in het Londense West End. In het stuk acteerden Earle Hyman (als Walter Lee Younger), Kim Hamilton (als Ruth), Juanita Moore (als Lena/Mama), John Adan (als Travis), Olga James (als Beneatha) en anderen.

### Musical (1973)
Van 18 oktober 1973 tot 7 december 1975 speelde er een musical-versie van het stuk op Broadway, waarvoor het oorspronkelijke stuk was aangepast door Hansberry's voormalige echtgenoot Robert Nemiroff. De muziek en bijbehorende teksten zijn geschreven door Judd Woldin en Robert Brittan. De acteurs waren onder anderen Joe Morton (als Walter Lee), Ernestine Jackson (als Ruth), Virginia Capers (als Lena/Mama), Debbie Allen (als Beneatha) en Ralph Carter (als Travis). De show won de Tony Award voor de beste musical.

### Televisiefilm (1989)
Het stuk werd opnieuw verfilmd in 1989 als televisiefilm voor Public Broadcasting Service (PBS) in de serie American Playhouse. De regisseur van deze film was Bill Duke en de producent was Chiz Schultz. Het stuk was gebaseerd op een off-Broadway-productie. In deze film acteerden onder anderen Danny Glover (als Walter Lee Younger), Starletta DuPois (als Ruth), Esther Rolle (als Lena/Mama) en Kim Yancey (als Beneatha). De film had drie nominaties voor een Emmy Award.

### Hoorspel (1996)
De BBC maakte een hoorspel van het toneelsuk dat werd uitgezonden op 3 maart 1996. De regisseur en producent was Claire Grove, en de acteurs waren Ray Shell (als Walter Lee Younger), Pat Bowie (als Ruth), Claire Benedict (als Lena/Mama), Lachelle Carl (als Beneatha) en Garren Givens (als Travis).

### Theaterproductie Broadway (2004)
Het stuk werd opnieuw op Broadway opgevoerd van 26 april tot 11 juli 2004 in het Royale Theatre. In deze productie speelden onder anderen: Sean Combs (als Walter Lee Younger), Audra McDonald (als Ruth), Phylicia Rashad (als Lena/Mama), Sanaa Lathan (als Beneatha) en Alexander Mitchell (als Travis). De regisseur was Kenny Leon; de producenten waren David Binder en Vivek Tiwary. De productie was genomineerd voor vier Tony Awards: een voor 'Best Revival of a Play' (de beste heropvoering van een toneelstuk) en drie voor beste actrice voor Sanaa Lathan, Phylicia Rashad en Audra McDonald: die laatste twee wonnen de Award.

### Televisiefilm (2008)
De acteurs die in de Broadway-productie speelden in 2004 speelden ook in een televisiefilm, geregisseerd door Kenny Leon. De film werd eerst vertoond op het Sundance Film Festival en vervolgens op 25 februari van dat jaar uitgezonden door ABC. De film werd genomineerd voor twee Emmy Awards voor beste actrice, voor Audra McDonald en Phylicia Rashad. Er keken 12,7 miljoen mensen naar de televisieuitzending.

### Theaterproductie Manchester (2010)
In 2010 werd het stuk opnieuw opgevoerd, dit keer in het Royal Exchange-theater in Manchester, geregisseerd door Michael Buffong. De acteurs waren onder anderen Ray Fearon (als Walter Lee Younger), Jenny Jules (als Ruth), Starletta DuPois (who played Ruth in the 1989 film) (als Lena/Mama), Tracy Ifeachor (als Beneatha). De regisseur en de eerste twee genoemde acteurs wonnen alle drie een Manchester Evening News Theatre Award. In The Daily Telegraph werd het toneelstuk en de productie beschreven als 'briljant'.

### Theaterproductie Broadway (2014)
In 2014 werd het toneelstuk opnieuw op Broadway opgevoerd van 2 april tot 15 juni in het Ethel Barrymore Theatre. In deze productie speelden Denzel Washington (als Walter Lee Younger), Sophie Okonedo (als Ruth), LaTanya Richardson Jackson (als Lena/Mama), Anika Noni Rose (als Beneatha), Bryce Clyde Jenkins (als Travis), Stephen Henderson (als Bobo) en Sean Patrick Thomas (als Joseph Asagai).
De productie won drie Tony Awards: een voor 'Best Revival of a Play' (de beste heropvoering van een toneelstuk), een voor de regisseur en een voor beste actrice voor Sophie Okonedo.

### Hoorspel (2016)
De BBC maakte opnieuw een hoorspel dat werd uitgezonden op 31 januari 2016. Het werd geproduceerd en geregisseerd door Pauline Harris. In deze versie kwam het personage Mrs. Johnson terug en ook enkele scènes die wel in het geschreven toneelstuk voorkwamen maar niet in de productie op Broadway (1959) en de daaropvolgende film (1961). De hoorspelacteurs waren: Danny Sapani (als Walter Lee Younger), Nadine Marshall (als Ruth), Doña Croll (als Lena/Mama), Lenora Crichlow (als Beneatha), Segun Fawole (als Travis), Jude Akwudike (als Bobo én als Joseph Asagai), Cecilia Noble (als Mrs. Johnson), Sean Baker (als Karl Lindner en Richard Pepple (als George Murchison).

### Theaterproductie Washington (2017)
Het toneelstuk werd opnieuw op de planken gebracht in 2017 in Washington D.C. in het theater Arena Stage. Het werd geregisseerd door Tazewell Thompson en de acteurs waren: Will Cobbs (als Walter Lee Younger), Dawn Ursula (als Ruth), Lizan Mitchell (als Lena/Mama), Joy Jones (als Beneatha), Jeremiah Hasty (als Travis), Mack Leamon (als Joseph Asagai (als Bobo én als Joseph Asagai), Thomas Adrian Simpson (als Karl Lindner) en Keith L. Royal Smith (als George Murchison).

### Theaterproductie Nederland (2016 en 2019)
De complete cyclus van drie toneelstukken, 'De Raisin-cyclus', werd in 2016 en 2019 in Nederland opgevoerd door Well Made productions (Samora Bergtop en Ellen Tjon A Meeuw). Esther Duysker vertaalde de stukken voor deze Nederlandse productie.
Vervolgens voerde Well Made productions in samenwerking met Theater Rotterdam in 2023 een vervolg op, The story of Travis, geschreven door Duysker. Het was het regiedebuut van Romana Vrede. In de voorstelling acteerden onder anderen Ruurt De Maesschalck (Travis als oude man in Nederland), Yamill Jones (Travis als jonge man in Chicago), Howard Komproe (Walter), Ritzah Statia (Ruth), Joy Wielkens (Beneatha) en Jetty Mathurin (Lena/Mama). Ook de schrijfster van A raisin in the sun, Lorraine Hansberry, is een personage in het stuk, gespeeld door Dionne Verwey en Jennifer Muntslag speelt Nola, de kleindochter van Travis.